# Марія Магдалена Радзивілл
Марія Магдалена Радзивілл (біл. Марыя Магдалена Радзівіл; до шлюбу Завіша; 8 липня 1861, Варшава — 6 січня 1945, Фрібур) — діячка білоруського культурного руху, меценатка. Кавалер ордена «Великий хрест Гедеміна».

## Біографія
Представниця шляхетського роду Завішів гербу «Лебідь», дочка Яна Казимира та Марії Квілецької. Дитинство пройшло в родових маєтках Жарновці та Кухтичі в Ігуменському повіті. Виховувалася в дусі білоруської культури, симпатизувала християнським демократам. Для розмов у колі друзів використовувала білоруську або французьку мову.
В 1881 році стала дружиною Людвіка Красинського, в шлюбі з яким народила дочку Марію Людвіку. Після смерті батька (1884) отримала в спадок його маєтки в Білорусі та Великій Польщі. В 1895 році після смерті чоловіка виїхала в Західну Європу. Другий раз стала дружиною князя Вацлава Миколу Радзивіла (Лондон, 1906).
У 1912 на сторінках газети «Minske Russkae Slovo» («Мінське російське слово») оголосила: «Вважаю себе білорускою, походження литовського. Як і чоловік мій, полячкою себе не вважаю». Цікаво, але одним з аргументів, які вона наводила для підтвердження своїх слів, було те, що «…чоловік мій ніколи не одружився б з полькою».
Фінансувала видання «Зазирне сонце і в наше віконце», Білоруське видавниче товариство, газету «Білорус», товариство тверезості, шпиталі, сільські крамниці та інш. Відкрила білоруські школи у своїх помістях Кухтичі, Вузді, Кам'янці.
Особливу увагу надавала проблемі виховання національно-свідомої білоруської інтелігенції. Її маєток у Кухтичах відвідували Вацлав Івановський, І. та А. Луткевичі, Роман Скірмунт, Олександр Власов та інші діячі білоруського національно-культурного руху. Надавала матеріальну підтримку у виданні перших книг М. Богдановича, К. Буйло та інших; на знак вдячності їй В. Івановський та І. Луткевич розмістили герб Завішів «Лебідь» на титульній сторінці збірки віршів М. Богдановича «Вінок».
Брала активну участь у білоруському релігійному житті. Прихильниця ідеї відродження у Білорусі греко-католицької церкви.
З 1917 року перебувала в еміграції в Польщі, Литві, Німеччині, з 1932 — у Швейцарії. Допомагала білоруським організаціям в Західній Білорусі, литовським та єврейським рухам.
Останні 13 років життя провела в монастирі сестер-домініканок у місті Фрібур.